# Ludy semickie
Ludy semickie, Semici – grupa ludów posługujących się językami z rodziny semickiej, m.in. Akadyjczycy, Asyryjczycy, Babilończycy, Hebrajczycy, wywodzący się z nich Izraelici i Żydzi, Arabowie i część Etiopów. 
Nazwa pochodzi od imienia biblijnego Sema; prawdopodobnie została wprowadzona w roku 1781 przez niemieckiego filologa Augusta Schlözera.